# Aysha Nascimento
Aysha Nascimento é atriz e diretora de teatro brasileira. Fundadora da Cia. dos Inventivos de Teatro de Rua e co-fundadora do Coletivo Negro de Teatro.

## Biografia
Aysha Nascimento nasceu em São Paulo em 1985.  Mãe do Pietro. Formada pela Escola Livre de Teatro de Santo André (2007). Fundadora da Cia. dos Inventivos de Teatro de Rua desde 2005. Realizou com a companhia o projeto de pesquisa intitulado “Viva o povo brasileiro”,  que desde 2008 estreou 3 espetáculos de Teatro de rua debruçado na mesma obra da literatura brasileira “Viva o povo brasileiro” de João Ubaldo Ribeiro, são eles: CANTEIRO (2009), BANDIDO É QUEM ANDA EM BANDO (2011) e AZAR DO VALDEMAR (2014), as três tiveram a direção de Edgar Castro, e orientação de pesquisa de Alexandre Mate. Em 2016 realizou com a companhia o Projeto “Cia. Dos Inventivos em revista: 10 anos de (R)Existência nas ruas”.
Como Diretora, realizou o experimento cênico “Ziriguidum do revisteio popular brasileiro”, e realizou como atriz o experimento cênico “Eu vou tirar você deste lugar” com direção do Marcos di Ferreira e estreou o espetáculo infanto-juvenil “Um canto para Carolina” inspirado no livro “Quarto de despejo” de Carolina Maria de Jesus com direção do Flávio Rodrigues, dramaturgia de Tadeu Renato e orientação de Edgar Castro.
Em 2008 fundou com mais cinco pessoas o Coletivo Negro de Teatro que têm como pesquisa as questões étnicas-raciais. 
Estreou com o Coletivo negro como atriz o espetáculo MOVIMENTO NÚMERO 1: O SILÊNCIO DE DEPOIS… (2011), e como assistente de direção o espetáculo {ENTRE} (2014), e como diretora o espetáculo REVOLVER (2015), e como atriz e coordenado de pesquisa o espetáculo sobre o Feminino Negro IDA (2016). Entre outros trabalhos como atriz na TV, no cinema, em outros grupos de teatro e como dançarina.

## Carreira
| 2009 | Canteiro                     |
| 2011 | Bandido é quem anda em bando |
| 2014 | Azar do Valdemar             |
| 2015 | Revolver                     |
| 2019 | Gota D'agua {Preta}          |
| 2019 | Um Canto para Carolina       |